# Афросинія
Афросинія Федорова (рос. Ефросинья Фёдорова; прибл. 1700 — прибл. 1750) — фінка, проданою в московське кріпацтво після потраплення в полон під час війни. Вона стала наложницею Олексія Петровича, царевича Московії, сина і спадкоємця Петра Великого, і втекла з ним від його батька 26 вересня 1716 року. Надана нею інформація була вирішальною для винесення Олексію смертного вироку після їхнього повернення до Московського царства.

## Раннє життя
Афросинія народилася близько 1700 року, можливо, поблизу майбутнього Санкт-Петербурга, території, яка ще не була захоплена Московією. Її взяли в полон разом із братом Іваном і продали як кріпаків князю Никифору Вяземському, колишньому вихователю царевича Олексія Петровича.
Афросинію постійно описували як невисоку на зріст, і вона могла жити переодягненою, що свідчить про її худорлявість. В одному з її описів йдеться про те, що вона була «висока, огрядна, з товстими губами, рудим волоссям». Це може бути фальсифікацією, але,проте, було використано як основу для зображення Афросінії.

## Наложниця царевича

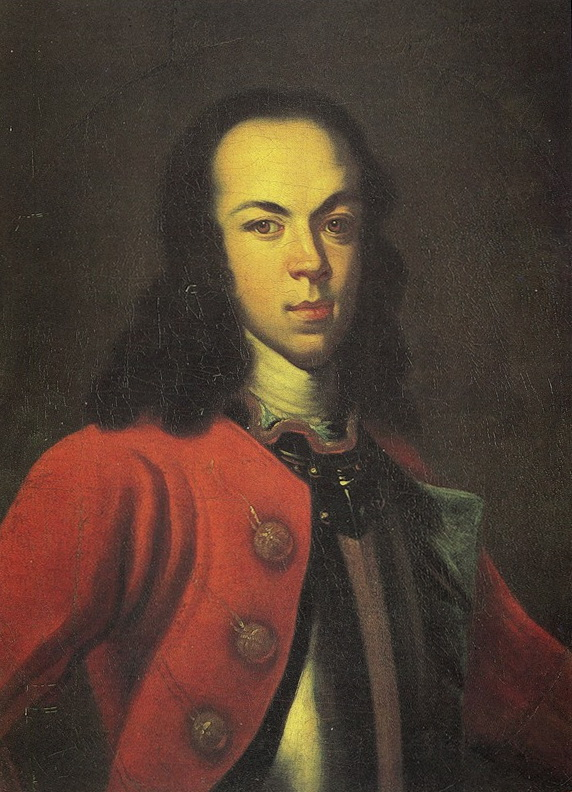
Царевич Олексій Петрович у 1710—1715 рр.

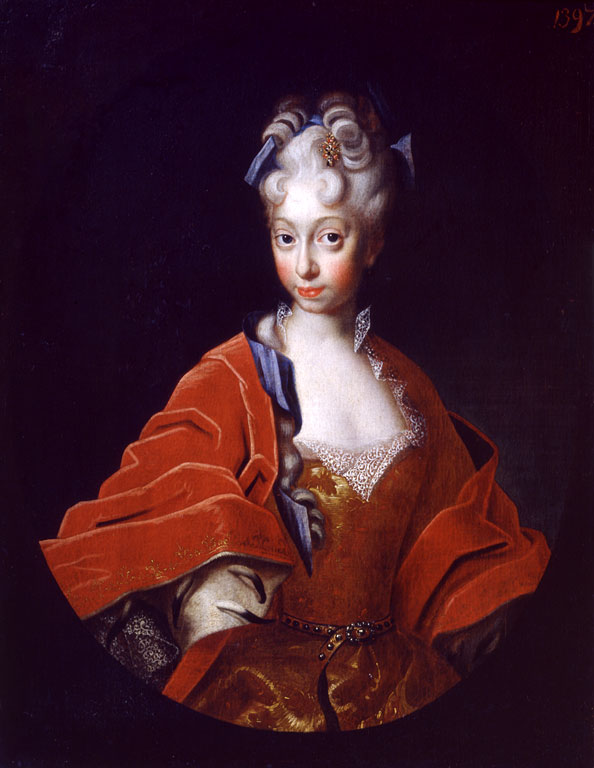
Принцеса Шарлотта

Знайомство царевича з дуже молодою Єфросинією відбулося 1714 чи 1715 року, на той час він був одружений. Династичний шлюб царевича з лютеранкою, організований йому деспотичним батьком Петром I, виявився нещасливим. Дружина царевича Шарлотта Крістіна Софія Брауншвейг-Вольфенбюттельська, до якої він був часто байдужий, в 1714 році все ж таки народила свою першу дитину - велику княжну Наталю, самого ж молодого батька в той момент не було вдома - він пиячив у Карлсбаді, а повернувшись, він привіз із собою 14-річну кріпосну Єфросинію, яку поступився йому В'яземським. У листопаді 1715 року Шарлотта померла від ускладнень других пологів (під час народження майбутнього Петра II).
За словами Массі, він закохався в Афросинію в будинку свого друга Вяземського і той йому її подарував. Дівчині тоді було п'ятнадцять чи шістнадцять років. Еббот стверджує, що Олексій зґвалтував Афросинію під погрозою ножем та змусив її стати його наложницею, але пізніше покохав її.

Петро Толстой рапортував про Афросинію:
Не можна висловити, як царевич любив Афросинію і яке мав про неї піклування.
Однак він ніколи не довіряв їй, оскільки знав, що вона була з ним лише тому, що не мала іншого вибору. Він переконався, що вона буде підкорятися, але не зможе зрадити його за допомогою маніпуляцій, недомовленостей і брехні. Він ґрунтується на твердженні сучасника, який стверджував, що в 1717 році Афросинія свідчила, що царевич «примушував її виконувати його волю, витягнувши ніж і погрожуючи [sic] їй смертю». Немає жодних свідчень про таке звинувачення з її боку, а також жодних інших доказів того, що її примушували. Ймовірно, вона була звільнена 1715 року, оскільки її брат Іван (який був переведений разом з нею до Олексія), безумовно, був звільнений.
Незважаючи на суперечливі інтерпретації, невідомо, як і коли почалися їхні стосунки. Ймовірно, вони почалися за деякий час до прибуття Афросинії в 1715 році в дім Олексія, але, швидше за все, не набагато раніше. Сучасний спостерігач описав її як «фінську полонянку» і сказав, що царевич «ніколи не розлучався з її товариством ні вдень, ні вночі». До неї ставилися з презирством через її етнічну приналежність; у сучасному листі висловлюється здивування московитів тим, що царевич міг кохати «таку підлу фінку», а численні свідчення про їхні стосунки у ХІХ столітті, а також засновані на них вигадані версії характеризують її як «звіроподібну» або «козоподібну», «злегка звірячого типу її раси».
У багатьох джерелах її зображували як архетипну «егоїстичну блудницю», на противагу дружині Олексія, «саможертовній Мадонні», особливо враховуючи те, що Шарлотта померла невдовзі після народження Афросинії, 2 листопада 1715 року, від післяпологової інфекції. Особливо ранні біографи (як документальні, так і художні) Петра та Олексія вважали її «пихатою», «вульгарною», «неосвіченою», «хитрою» та «безпринципоною», «готовою продатися будь-кому» і такою, що окрім Олексія регулярно злягається з іншими чоловіками. Немає жодних доказів того, що в цей час у неї були якісь інші стосунки, або що вона була повією чи сприймалася Олексієм як така. Натомість, схоже, що вони обоє планували одружитися. Олексій казав своєму камердинеру поважати Афросинію як свою майбутню дружину, а Афросинія, як повідомляється, перед їхньою втечею говорила про запланований майбутній шлюб.
Вони жили разом у правому крилі палацу Олексія, тоді як Шарлотта та її дочка Наталія Олексіївна заселяли ліве крило. Ставлення Олексія до дружини та його стосунки з Афросинією викликали гнів батька, оскільки той і так був ним незадоволений.

## Втеча та вигнання
В результаті розбіжностей і недовіри між ними, Олексій мав суперечливі стосунки з батьком. У січні 1716 року цар зажадав, щоб Олексій вибрав між тим, щоб стати ченцем або наступним царем; Олексій не хотів ні того, ні іншого. Конфлікт загострився, і з'явилися чутки, що цар може заподіяти шкоду своєму синові. Олексій втік з Московії 26 вересня 1716 року на позичені гроші, взявши з собою Афросинію, її брата і трьох слуг. Еббот стверджує, що їм сказали, що пункт призначення — Копенгаген (де перебував імператор). Щоб не викликати підозри в Афросинії, яка знала, що імператор її не потерпить, їй сказали, що вона поїде до Риги, а потім повернеться до Санкт-Петербурга. У Кенігсберзі Афросинії та іншим супутникам Олексія сказали, що за наказом Петра вони натомість поїдуть до Відня. Олексій використовував псевдонім Коханський.
10 листопада вони прибули до Відня. Олексій просив захисту у свого зятя, Карла VI, імператора Священної Римської імперії. Карл написав королю Великої Британії Георгу I, що вважає Петра здатним убити його спадкоємця. Він сподівався, що Олексій стане його союзником в Московії, і тому переховував царевича з його компанією в замку Еренберг. Прислузі сказали, що там перебуває знатний угорець або поляк, і нікому не дозволили вийти. Афросинія була замаскована під пажа.

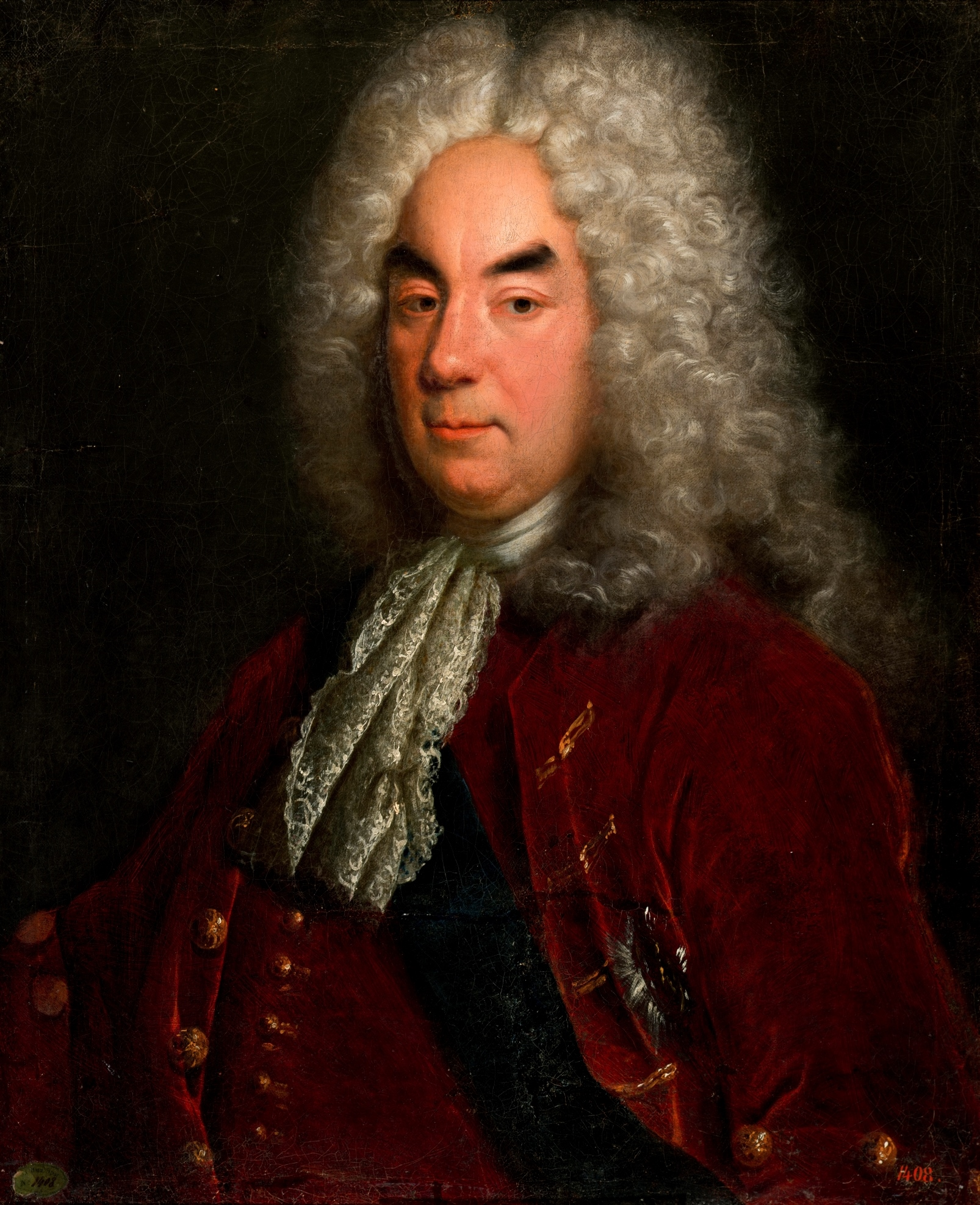
Петро Толстой

Олексій був виявлений через п'ять місяців двома шпигунами, посланими його батьком, які підкупили клерка в імператорській канцелярії. Не бажаючи віддавати Олексія батькові, Карл відправив подружжя до Неаполя. Афросинія завагітніла, і було зрозуміло, що вона є жінкою і коханкою Олексія. Втікачі оселилися в замку Сант-Ельмо, але шпигуни їх знову викрили. Щоб переконати Олексія повернутися був посланий дипломат граф Петро Толстой. Граф сказав Крістині Луїзі, герцогині Брауншвейзькій Вольфенбюттельській, тещі Олексія та імператора Карла, що її онук, син Олексія, може бути позбавлений спадщини разом зі своїм батьком. Вона тиснула на царя, щоб той відправив його назад.
Олексій сказав, що готовий повернутися до Московії, якщо зможе одружитися з Афросинією і жити з нею на батьківщині. Щоб змусити його, граф Толстой домігся від віце-короля Неаполя наказу розлучити Афросинію з царевичем. Вважається, що в ніч перед розлукою Афросинія «переконала» Олексія повернутися до Московії. Граф Толстой пообіцяв, що їм буде дозволено одружитися і жити в мирі, що імператор підтвердив письмово. Через три дні після того, як вони покинули Неаполь, їм було запропоновано захист Швеції, але вони так і не отримали цього повідомлення. Подружжя розлучилося в Болоньї, оскільки Афросинія подорожувала повільніше через свою вагітність.
Батьку мій, царевичу Олексію Петровичу, любове моя, бажаю тобі довгих років життя за те, що зволив мене згадати: з Божої ласки я перебуваю в доброму здоров'ї. (Дитина, якою була вагітна) і я вітаю тебе, государю, зі святом Різдва Христового. Хочу почути про ваше здоров'я. Повідомляю вам, мій пане, що ми прибули до Аугсбурга 24 грудня в доброму здоров'ї, дякувати Богу, і відтепер я покладаюся на божественну милість Того, Хто захищає нас від усякої шкоди під Своєю милосердною рукою.— - Лист Афросинії до Олексія, Різдво 1716 р., цит. за Gilchrist 1994
Олексій з дороги писав Афросиньї листи, пронизані любов'ю і турботою, радив Єфросиньєві звертатися до лікарів і аптекарів, турбувався, у неї екіпаж, чи тепло вона одягнена, посилав їй великі гроші, а потім послав і бабок-повитух, які могли б добре.

## Падіння Олексія
Олексій все більше відчайдушно шукав її і 14 квітня 1718 року став на коліна перед царицею Катериною, своєю мачухою, благаючи її прискорити приїзд Афросинії. Наприкінці місяця Афросинія прибула до Санкт-Петербурга і була заарештована. Її ув'язнили, тримали окремо від Олексія та допитували. Князь Олександр Сергійович Меншиков і граф Толстой ставили їй «навідні питання». Її зізнання було використано для звинувачення Олексія. Свідчення вона писала тремтячою рукою, можливо, від хвороби. Її дитина, яка народилася приблизно в цей час, одразу зникла, і про її долю нічого невідомо.
До моменту її приїзду Олексій зрікся престолонаслідування, видав спільників, був майже прощений і чекав Авфросинью, щоб одружитися з нею і оселитися в селі. Він писав їй: «Батько взяв мене до себе їсти і надходить до мене милостиво! Дай Боже, щоб і надалі так само і щоб мені дочекатися тебе в радості. Слава Богу, що від спадщини відлучили, ніж залишимося в спокої з тобою. Дай Бог благополучно пожити з тобою в селі, ніж ми з тобою нічого не бажали тільки, щоб жити в Різдво; сама ти знаєш, що мені нічого не хочеться, аби з тобою до смерті жити».
Серед постраждалих був сенатор Василь Долгорукий, який всього-на-всього допустив необережні гостроти і репліки типу: «От дурень! Повірив, що батько пообіцяв йому одружитися з Афросиньєю! Жоль йому, а не одруження! Чорт його несе: всі його обманюють навмисне!»
Олексій у своїх свідченнях постарався зобразити себе жертвою свого оточення і звалити на своїх наближених усю провину. Його друзів та послідовників катували та стратили. Було опубліковано маніфест до всього московського народу, в якому оголошувалося про зречення Олексія, а також, зокрема, про те, що він «взяв якусь ледарючу і робочу дівку і з нею жив явно беззаконно, залишивши свою законну дружину, яка потім незабаром і життя своє покінчила, хоч і від хвороби, проте ж не без думки, що і скорбота від непорядного його життя з нею багато до того допомогла».

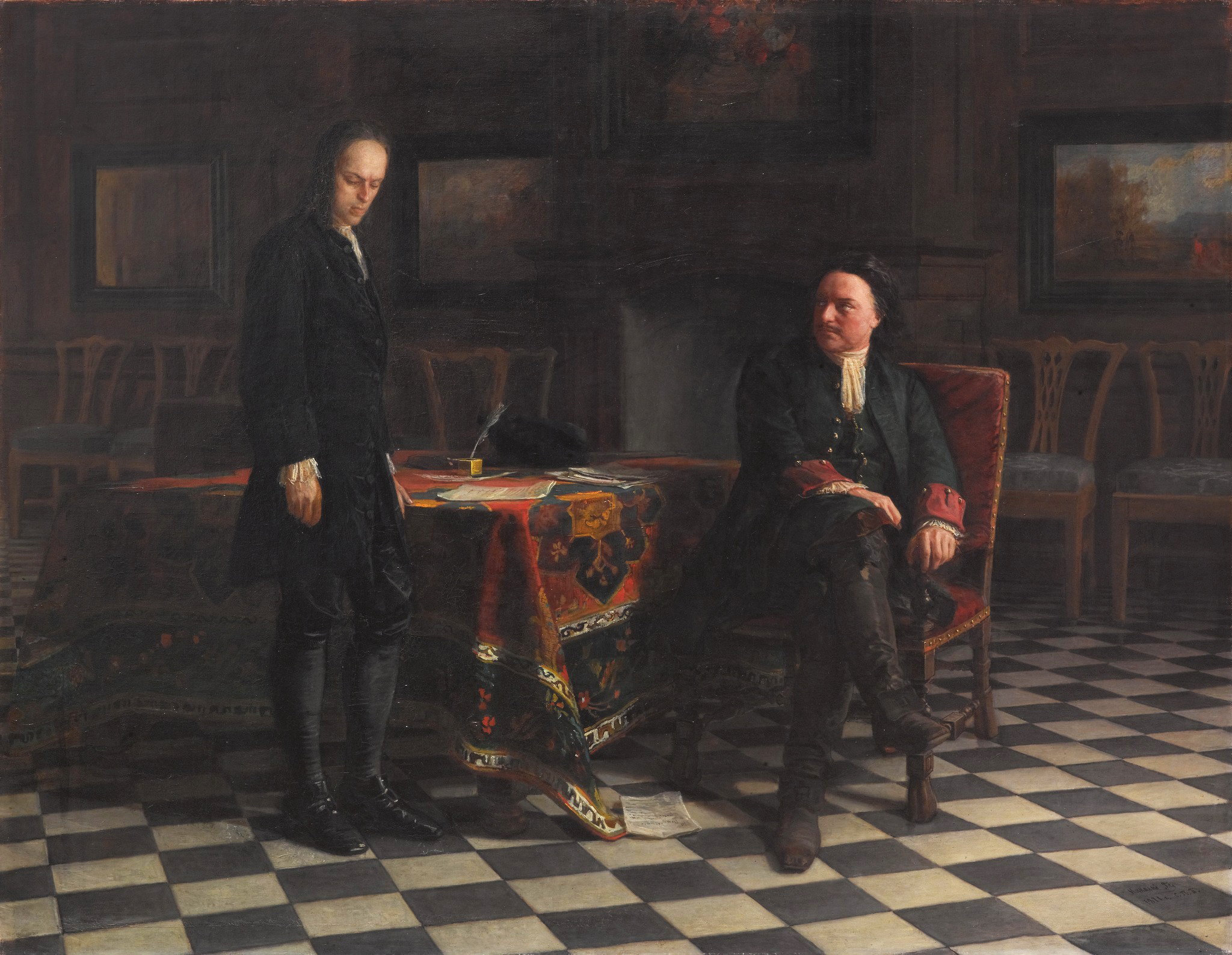
Петро I допитує царевича Олексія у Петергофі. Н. Н. Ге, 1871

Олексій наполягав на тому, що Афросинія лише носила його листи, не знаючи їхнього змісту. Після прибуття до в'язниці Афросинії показали знаряддя тортур, і вона пред'явила листи від Олексія до різних відомих людей, в яких просила захисту від Петра. Вона сказала, що Олексій пообіцяв знищити справу свого батька, підписала письмову заяву проти нього. Зокрема, з'ясувалося, що Олексій був готовий для захоплення влади використати австрійську армію і мав намір у разі очолити заколот московських військ.
Її викликали на очну ставку з Олексієм перед Петром, де вона засвідчила, що царевич планував державний переворот і хотів втекти до Папи Римського, але вона його зупинила. На очній ставці Олексій підтвердив свідчення Афросинії. «Її доставили до Петропавлівської фортеці та допитали. Жінка не могла повідомити нічого нового, але вона так змішувала вигадку та правду, що Петро міг побачити в цьому доказ змови. Олексій був ув'язнений у Петропавлівську фортецю. Очна ставка Євфросинії з Олексієм призвела до краху царевича».
24 червня Олексія було засуджено до смертної кари, а 26 червня він помер від ран, завданих батогом під час допиту.

## Доля Афросинії
Афросинія була повністю виправдана. Також вказують, що її не катували, а Петро виявляв їй свої симпатії.
З царської резолюції на доповідній виписці про колодники 5 липня: «Дівчину Афросинью віддати коменданту в будинок, і щоб вона жила в нього, і куди схоче їхати, відпускав її зі своїми людьми» (за цим же документом почали катувати Марію Гамільтон). 10 вересня і 3 листопада, через кілька місяців після смерті царевича, при розборі його багажу багато знайдених у ньому жіночих речей (деякі дуже цінні) були відіслані за наказом цариці Катерини до Єфросиньї як її.
- За свідченням Міллера, вона одружилася з офіцером Санкт-Петербурзького гарнізону.
- За підробленим листом Румянцева від 27 липня («Дівці Єфросиньї за праву оповідь за царським милосердям живіт дарований і в монастир на вічне покаяння відіслана»), Петро наказав її постригти в черниці, але це суперечить датам на документах, в першу чергу зазначеним вище документам, в першу чергу зазначеним вище. про колодники[14].

За деякими припущеннями, від початку вона була приставлена до царевича як «агентка» Олександра Меншикова. Також є версія, що Толстой, ще будучи в Італії, схилив її допомогти йому повернути царевича, присягаючись обіцяючи, що видасть її заміж за свого молодшого сина і дасть їм тисячу душ у посаг, якщо вона вмовить Олексія повернутися додому.
У журналі Таємної канцелярії зберігся запис іменного указу Петра I: «Дівці Офросинье на придане видати свого государя платні до наказу три тисячі карбованців із взятих грошей блаженні пам'яті царевича Олексія Петровича». Це найбільша грошова нагорода в історії розшуку.

## У мистецтві
- Михайло Булгаков - опера «Петра Великий»
- Дмитро Мережковський - п'єса «Царевич Олексій» (1920)
- Фрідріх Горенштейн - п'єса «Дітовбивця» (1985)

## Нотатки

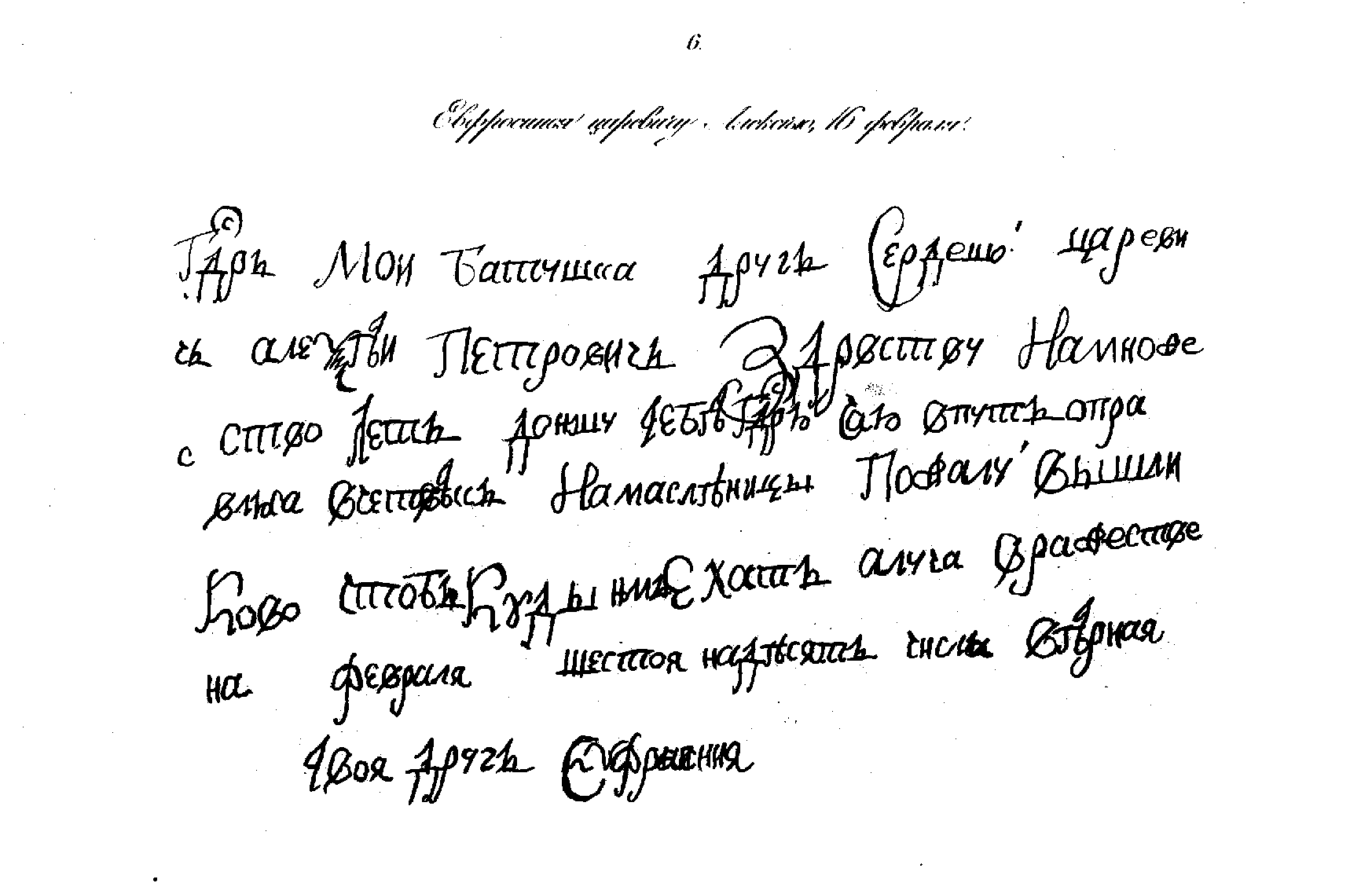
Лист Афросинії до царевича Олексія

1. ↑  Підписувалася як Єфросинія або Єфросинія, дочка Федора. Її ім'я ранслітерується англійською як Afrosinia, Afrosina або Afrosin'ia.